# Código da Praxe Académica
Um Código da Praxe Académica é uma codificação das regras respeitantes à Praxe Académica de uma Universidade. O mais antigo Código publicado em Portugal é o da Universidade de Coimbra, que foi aprovado em 1957 e ainda se encontra em vigor; apesar de revisto várias vezes ainda mantém a essência e pureza da secular praxe académica coimbrã. O Código da Praxe Académica de Coimbra encontra-se oficialmente publicado segunda a lei portuguesa, tendo inclusive assegurados os respectivos direitos de autor.
O órgão competente para a aprovação e revisão dos Códigos é o Conselho de Veteranos de cada Universidade.